# Tiwanzana
Tiwanzana era una ciutat de l'Imperi Hitita, a l'oest de llac de la Sal, en una zona en conflicte amb Arzawa des abans del 1350 aC.
Subiluliuma I va anar a la zona cap a l'any 1344 aC i descansava a la ciutat amb només sis carros i alguns soldats quan casualment va ser sorprès per un contingent enemic arzawà (els «Fets de Subiluliuma» diuen que per tot l'exèrcit enemic), al que va derrotar i va fer fugir a la muntanya abandonant el botí. Llavors el príncep es va dirigir a Tuwanuwa, a l'est de llac, on havien arribat els atacs d'Arzawa, on la resta de l'exèrcit que operava a la zona a l'oest del llac, se li va unir.